# Campeonato de España de Ciclismo en Ruta 1952
El LI Campeonato de España de Ciclismo en Ruta se disputó en Avilés (Asturias) el 3 de agosto de 1952 sobre un recorrido de 270 kilómetros.   
El ganador fue el corredor mallorquín Andrés Trobat que se impuso en solitario a la línea de llegada. El madrileño José Mateo y el vasco Cosme Barrutia completaron el podio.  

## Clasificación final
| Pos. | Ciclista                | Equipo | Tiempo    |
| ---- | ----------------------- | ------ | --------- |
| 1.   | Andrés Trobat           | -      | 8h 14'19" |
| 2.   | José Mateo              | -      | a 4'07"   |
| 3.   | Cosme Barrutia          | -      | m.t.      |
| 4.   | Adolfo Cruz             | -      | m.t.      |
| 5.   | José Serra              | -      | a 4'44"   |
| 6.   | Emilio Rodríguez Barros | -      | a 5'49"   |
| 7.   | Vicente Iturat          | -      | a 9'30"   |
| 8.   | Jesús Loroño            | -      | m.t.      |
| 9.   | Senén Blanco            | -      | a 12'55"  |
| 10.  | Manuel Rodríguez Barros | -      | a 17'43"  |